# کاخی آساتیانی
کاخی آساتیانی (گرجی: კახი ასათიანი؛ ۱ ژانویهٔ ۱۹۴۷ – ۲۰ نوامبر ۲۰۰۲) بازیکن و مربی فوتبال گرجی‌تبار اهل اتحاد جماهیر شوروی سوسیالیستی بود.
از باشگاه‌هایی که در آن بازی کرده‌است می‌توان به باشگاه فوتبال دینامو تفلیس اشاره کرد.
وی همچنین در تیم ملی فوتبال شوروی بازی کرده‌است.